# Georgia Yellow Hammers
Die Georgia Yellow Hammers waren eine US-amerikanische Stringband aus dem Gordon County, Georgia.

## Karriere
Ab 1926 schien der harte Klang von Gid Tanner and his Skillet Lickers für jede Plattenfirma profitabel zu sein und viele Stringbands tauchten in der Musikszene auf, verschwanden aber genauso schnell wieder. Die Yellow Hammers jedoch waren in den 1920er-Jahren eine etablierte Gruppe, deren Singles sich gut verkauften.
Die Anfänge der Georgia Yellow Hammers reichen in das Jahr 1924 zurück, als die beiden Freunde und Musiker Bud Landress (Banjo) und Bill Chitwood (Fiddle) im November in Resaca, Georgia, in einen Zug nach New York City stiegen, wo sie ihre ersten zwölf Stücke einspielten. Der 42-jährige Landress kam, genau wie Chtitwood, aus dem Gordon County und beherrschte eine Vielzahl an Saiteninstrumenten. Chitwood, zu diesem Zeitpunkt 33 Jahre alt, war im Gordon County bereits als Talentierter Sänger und Basssänger bekannt. Gelegentlich spielte er mit Landress und dem Banjo- und Mundharmonikaspieler Fate Norris zusammen.
Die anderen beiden Musiker, die Mitglieder der Georgia Yellow Hammers werden sollten, waren Charles Ernest Moody (* 1891) und Phil Reeve (1896). Moody hatte Musik studiert und war als Songschreiber ab 1916 bereits sehr erfolgreich (Drifting Too Far From The Shore, Kneel At The Cross). Phil Reeve organisierte ab 1925 Radioprogramme für den Sender WSB in Atlanta.
Die erste Session der Georgia Yellow Hammers fand 1927 statt. Bei einer zweiten Session in Charlotte, North Carolina, im selben Jahr wurde die Band von den afro-amerikanischen Musikern  Andrew und Jim Baxter unterstützt. Diese Session produzierte unter anderem auch den G Rag sowie ihren größten Hit The Picture on the Wall. Im Gegensatz zu den Skillet Lickers bestand das Repertoire der Yellow Hammers aus einem breit gefächerten Spektrum wie Gospel, Blues, Pop, Sacred-Harp-Songs und natürlich Old-Time Music. Zudem sangen sie in einem Quartett und nicht wie die meisten Old-Time-Bands ihrer Zeit mit einem Solisten.
1928 hatte die Band mit Picture on the Wall / My Carolina Girl ihren größten Hit. Die Platte verkaufte sich alleine in ihrem Erscheinungsjahr über 60.000 Mal. Bis 1929 hielten die Georgia Yellow Hammers für Okeh Records, Victor Records und Brunswick Records weitere Sessions ab. Die Weltwirtschaftskrise von 1929 traf die Gruppe schwer und bald darauf brach sie auseinander. Bis auf Bud Landress wandten sich alle Mitglieder einer geregelten Arbeit zu. Phil Reeve starb 1949, Bill Chitwood 1961, Bud Landress 1966 und Ernest Moody 1977.

## Diskografie
Diskografie ist nicht vollständig.
| Jahr             | Titel                                                | Anmerkungen |
| ---------------- | ---------------------------------------------------- | ----------- |
| Victor Records   |                                                      |             |
| 1927             | Johnson’s Old Grey Mule / ?                          |             |
| 1928             | The Picture on the Wall / My Carolina Girl           |             |
|                  | Warhorse Game / The Deacon’s Calf                    |             |
| 1929             | Sale of the Simon Slick / Sale of the Simon Slick #2 |             |
| 1929             | Kiss Me Quick / Come Over and See Me Sometime        |             |
| 1929             | Big Ball in Memphis / Black Annie                    |             |
| Bluebird Records |                                                      |             |
| 193?             | Peaches Down In Georgia / White Lighting             |             |